# Bătălia de la Edessa

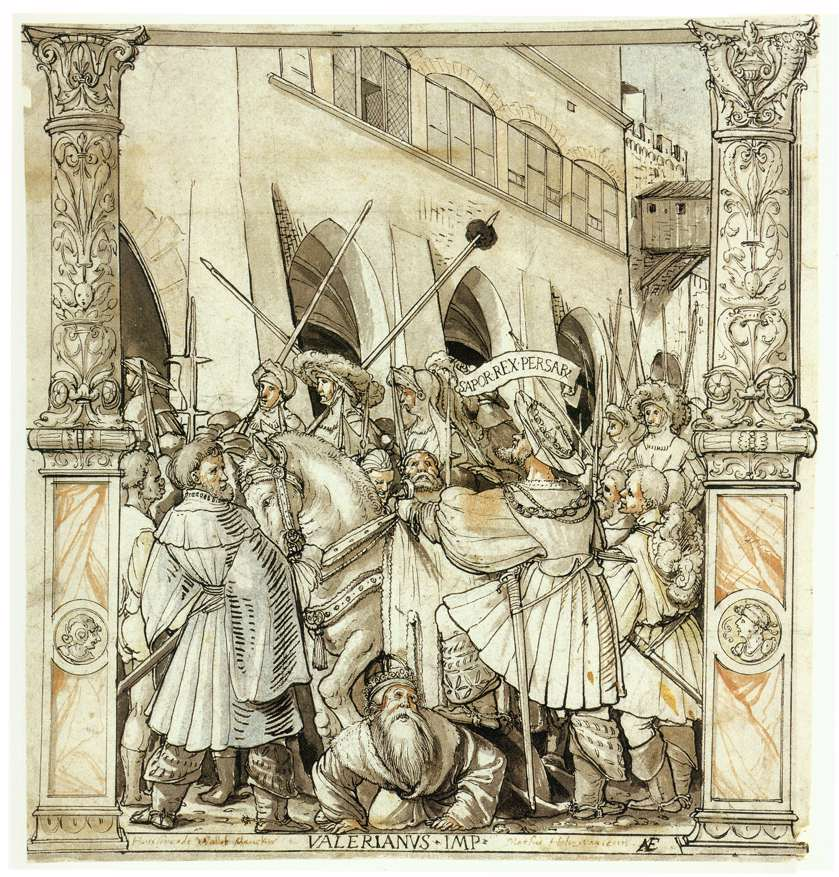
Umilirea imparatului Valerian

Bătălia de la Edessa a avut loc între armatele Imperiului Roman sub comanda împăratului Valerian și forțele sasanide conduse de Shahanshah (Regele Regilor) Shapur I, în 260. Armata romană a fost învinsă și capturată (inclusiv împăratul însuși) de către forțele persane.

## Preludiu
Înainte de luptă, Shapur I a pătruns adânc  pe teritoriul roman Antiochia de mai multe ori cucerind și jefuind   Siria, în 253 sau 256. După înfrângerea  uzurpatorului Aemilianus, Valerian a ajuns în provinciile de est cât de repede a putut (254 sau 255) și a restabilit ordinea treptat.  Cu toate acestea, în curând el a trebuit să se confrunte cu o invazie  gotică navală în nordul Asiei minor. Goții  au devastat Pontul și s-au mutat spre sud în Capadocia. Valerian și  armata sa au încercat să intercepteze trupele gotice în  Antiochia, dar încercarea a eșuat din cauza ciumei. În timp ce armata sa a fost  slăbită, Shapur a invadat nordul Mesopotamiei, în primăvara anului 260.

## Bătălia
Împăratul Valerian a mărșăluit spre est,spre frontierele sasanide. Potrivit relatării lui Shapur, Valerian a întâlnit armata persană sub comanda principală al regelui Shapur I, între Carrhae și Edessa. Armata romană a fost învinsă și capturată. 
Conform surselor romane, care nu sunt foarte clare, armata romană a fost învinsă și asediata de forțele persane. Apoi Valerian a încercat să negocieze, dar el a fost capturat și este posibil ca armata romană să se fi predat după aceea. Printre prizonierii romani se aflau mulți oficiali de rang înalt, inclusiv un prefect pretorian. Valerian a fost singurul împărat roman făcut prizonier de o forță străină.

## Urmări
Potrivit istoricului creștin Lactanțiu (Lactantius), Valerian a fost supus unor mari umiliri în captivitate la curtea lui Șapur I. Shapur l-a umilit pe Valerian, folosindu-l pe  împărat drept scăunel pentru urcat pe calul său. Ulterior, a fost jupuit și împăiat, și expus în public ca trofeu într-un templu persan. Lactanțiu avea toate motivele să exagereze în expunerea sa, întrucât Valerian îi persecutase intens pe creștini.
Istoricii moderni contrazic versiunea lui Lactanțiu și relevă că șahul sasanid Șapur I le-a dat lui Valerian și suitei sale (de asemeni capturate) pământ lângă Bișapur (Bishapur), unde au trăit în condiții relativ bune. Soldații romani luați prizonieri au fost folosiți atât în armată, cât și în construcții. Band-e Kaisar („barajul lui Cezar”) este una dintre construcțiile create de romani în apropiere de orașul Susa. 
În urma capturării lui Valerian, Shapur a anexat Cilicia, dar el a fost în cele din urmă respins de către o forță romană care a fost adunată de Macrianus, Callistus și Odenathus din Palmyra. Macrianus și-a proclamat fii, pe Macrianus și Quietus ca împărați în Balcani, Ingenuus și Regalian s-au revoltat apoi, doar pentru a fi învinși de o armată trimisă de Gallienus, fiul împăratului capturat, Valerian.
Istoricii tind să considere eșecul roman al Bătăliei de la Edessa ca fiind a doua Bătălie de la Carrhae. Plecăciunea simbolică a împăratului roman Valerian în fața regelui sasanid Shapur I, din care reiese începutul declinului Imperiului roman, a fost comparată ironic cu plecăciunea galului Vercingetorix în fața generalului roman Iulius Cezar, cu trei secole înainte, când Imperiul Roman debuta glorios.